# Magnolia domingensis
Magnolia domingensis är en magnoliaväxtart som beskrevs av Ignatz Urban. Magnolia domingensis ingår i släktet Magnolia och familjen magnoliaväxter. Inga underarter finns listade i Catalogue of Life.